# Pentago

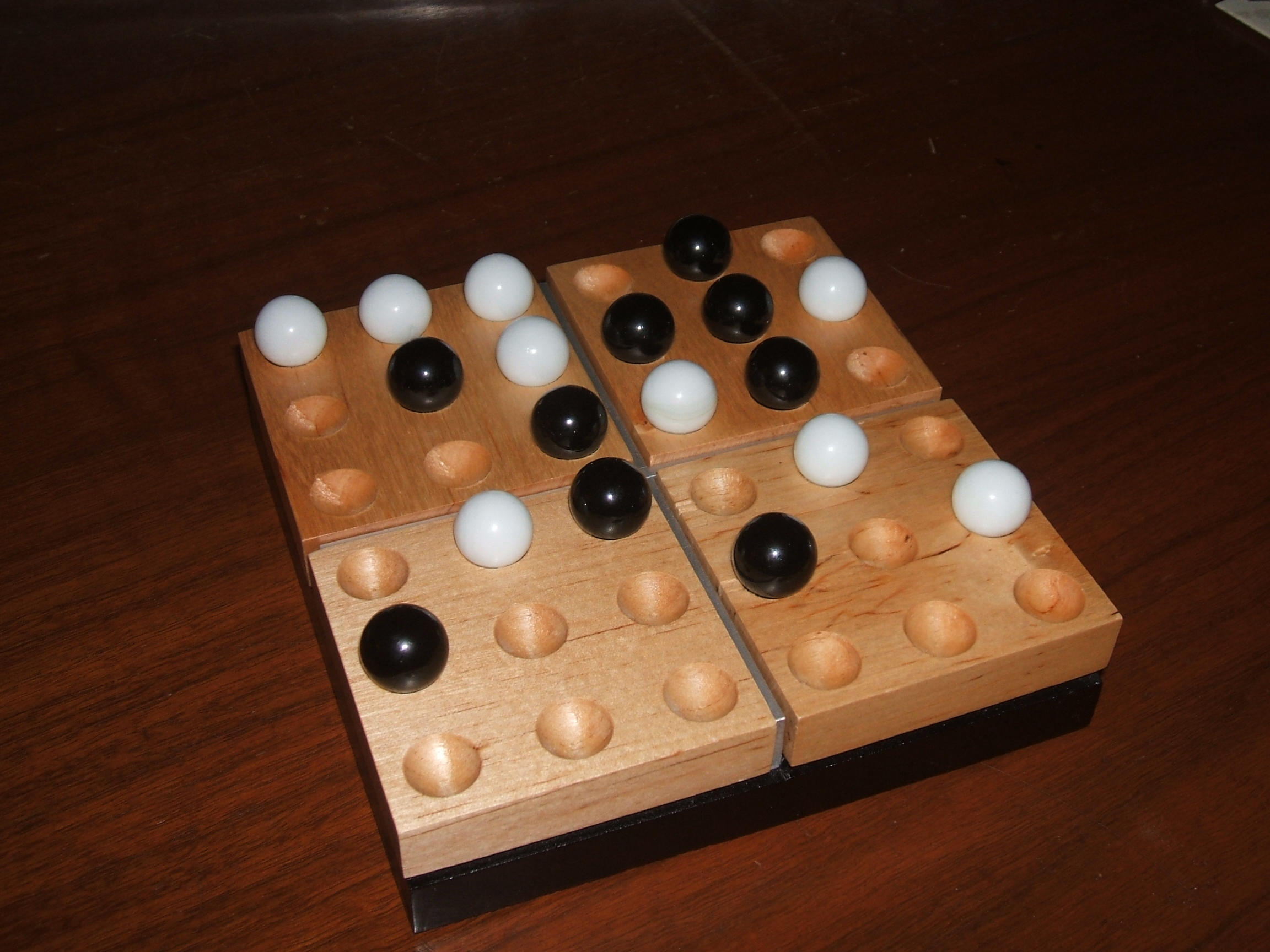
Pentago

Pentago är ett abstrakt strategispel som går ut på att få fem kulor i rad, och har sålunda vissa likheter med luffarschack. Det uppfanns av Tomas Flodén och distribueras av företaget Mindtwister Games AB. Pentago spelas vanligtvis av två spelare, som då använder vita respektive svarta glaskulor som spelpjäser, men det finns varianter avsedda för flera spelare.

## Spelets gång

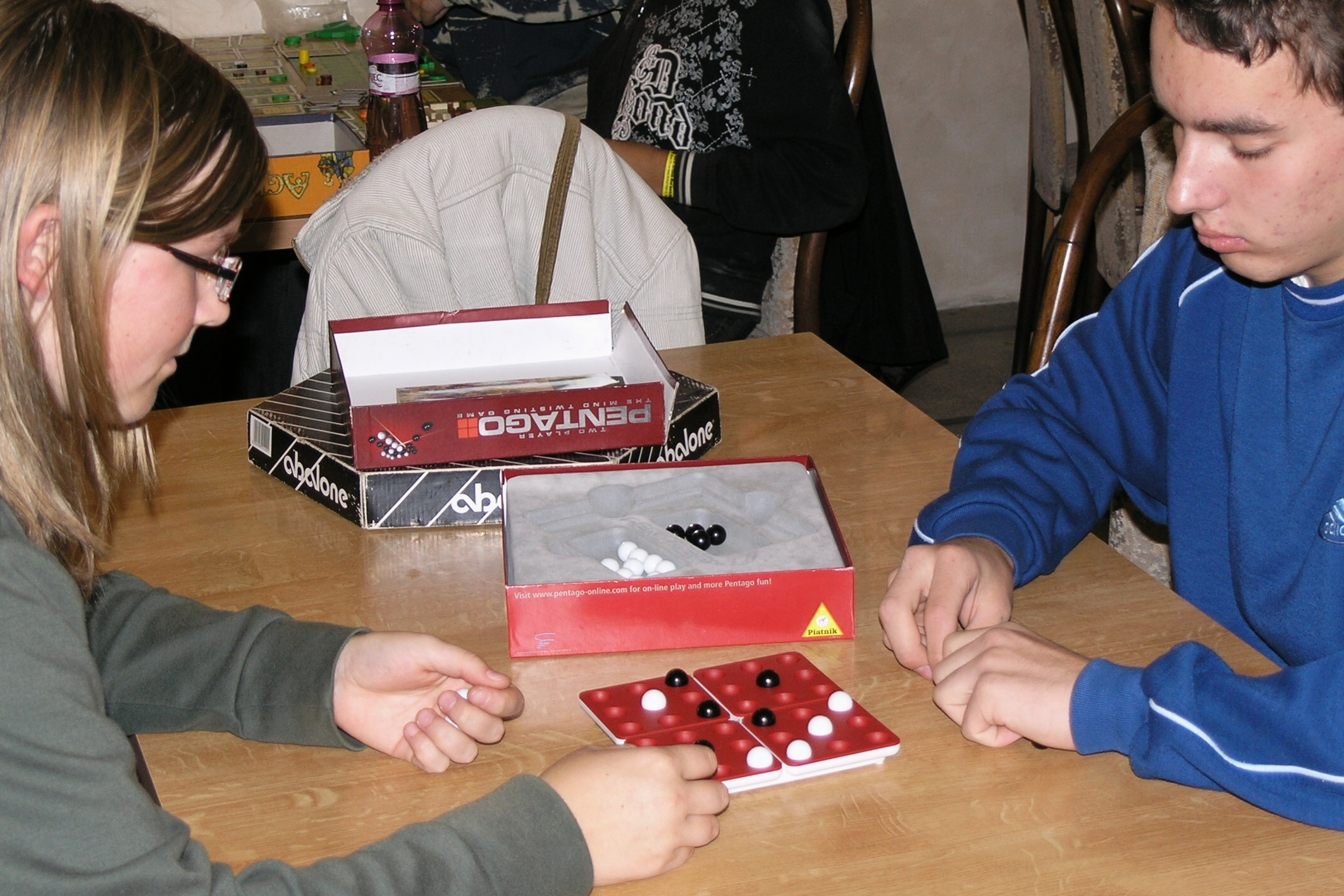
Pentago

I grundutförandet spelas spelet på en kvadratisk spelplan med 6×6 hål. Denna är i sin tur indelad i fyra brickor med vardera 3×3 hål. Ett drag består i att en spelare lägger en spelpjäs i något av planens 36 hål som inte redan är upptagen av en annan pjäs, och därefter vrider en av de fyra brickorna 90 grader med- eller moturs. Sedan är det motståndarens tur. Den spelare vinner, som först får minst fem av sina egna spelpjäser i rad, på en vågrät, lodrät eller diagonal linje. Om man fått fem brickor i rad redan efter att ha lagt ut sin spelpjäs, behöver man inte vrida på någon spelbricka. En redan lagd kula får inte tas bort, eller flyttas till ett annat hål. Om alla hål fyllts med kulor utan att någon spelare fått fem av sina kulor i rad, slutar partiet oavgjort.

## Priser
- Mensa Select 2006[1]
- Game of the Year i Sverige (2005), Finland (2006) och Frankrike (2006)[1]

## Tävlingar
Sedan 2006 spelas årligen svenska mästerskap i Pentago på Tekniska Museet i Stockholm. Först att vinna SM blev Mariann Larsson, som då erhöll en prissumma om 10 000 kronor.

### Fotnoter
1. 1 2  ”PENTAGO :: Award Winning”. Coiledspring Games Limited. Arkiverad från originalet den 15 mars 2008. https://web.archive.org/web/20080315164851/http://www.pentago.co.uk/pentago_awards.php. Läst 12 mars 2008. (engelska)
2. ↑  ”Rapport från SM i Pentago”. Mindtwister Games AB. Arkiverad från originalet den 10 maj 2007. https://web.archive.org/web/20070510143310/http://pentago.se/index.php?page=4. Läst 12 mars 2008.

### Webbkällor
- Officiell webbplats: Pentago – The mind twisting game
- Officiell webbplats för online-spel: Pentago Online
- Engelsk webbplats: Pentago – The mind twisting game (engelska)